# 김서연 (배우)
김서연(1999년 9월 19일 ~ )은 대한민국의 배우이다.

## 출연 작품

### 드라마
- 2019년 tvN 토일 드라마 《아스달 연대기》 - 태알하 역 (김옥빈 아역)
- 2019년 웹드라마 《다시 만난 너》 - 소미지 역
- 2020년 Seezen 《로맨스 토킹》 - 박다연 역
- 2021년 카카오TV 《징크스》 - 찬미 역
- 2021년 웹드라마 《팬텀스쿨》 - 성소진 역
- 2022년 MBC 금토 드라마 《내일》 - 최민영 역
- 2023년 Disney+ 웹드라마 《레이스》 - 안유진 역

### 영화
- 2022년 《압꾸정》 - 두비 역